# Federico Gay
Federico Gay (Torino, 16 luglio 1896 – Torino, 15 aprile 1989) è stato un ciclista su strada e pistard italiano.
Professionista dal 1920 al 1932, era un passista veloce che si distinse soprattutto nelle corse in linea.

## Carriera
Durante la prima guerra mondiale si distinse come aviatore, ottenendo una Medaglia d'Argento al Valor Militare. Prima di diventare professionista, partecipò ai Giochi della VII Olimpiade di Anversa. Ottenne le prime vittorie da professionista nel 1920. Vinse una tappa al Tour de France 1922 e quattro tappe al Giro d'Italia 1924, concluso al secondo posto. Negli ultimi anni della sua carriera si dedicò maggiormente alla pista, vincendo i campionati italiani nel 1932 nel mezzofondo.

## Palmarès

### Strada
- 1919 (dilettanti)

Trofeo Morgnani-Ridolfi
Coppa Zanardelli
- 1920 (Bianchi, due vittorie)

Coppa del Re
Giro del Sestriere
- 1921 (Bianchi, cinque vittorie)

Campionati italiani, Prova in linea professionisti juniores
Genova-Ventimiglia
Milano-Torino
Giro del Sestriere
Coppa Città di Moncalieri
- 1922 (Bianchi, due vittorie)

Coppa Salsomaggiore
13ª tappa Tour de France (Strasburgo > Metz)
- 1924 (Alcyon, cinque vittorie)

Milano-Torino
2ª tappa Giro d'Italia (Genova > Firenze)
3ª tappa Giro d'Italia (Firenze > Roma)
5ª tappa Giro d'Italia (Potenza > Taranto)
6ª tappa Giro d'Italia (Taranto > Foggia)
- 1925 (Opel, una vittoria)

Classifica generale Zurigo-Berlino
- 1927 (Mifa, due vittorie)

Coppa Pirola
Criterium d'apertura

### Pista
- 1932

Campionati italiani, Mezzofondo

## Piazzamenti

### Grandi Giri
- Giro d'Italia

1921: 6º
1922: ritirato
1923: 4º
1924: 2º
1928: 23º
- Tour de France

1922: 11º
1925: 10º

### Classiche monumento
- Milano-Sanremo

1921: 14º
1923: 14º
1924: 8º
1927: 8º
1928: 27º
- Parigi-Roubaix

1922: 6º
- Giro di Lombardia

1915: 14º
1920: 7º
1921: 3º
1922: 4º
1923: 3º
1924: 13º

### Competizioni mondiali
- Giochi olimpici

Anversa 1920 - Corsa in linea: 16º
Anversa 1920 - Gara a squadre: 4º